# Riu Ondara
|  | Si busqueu la població valenciana, vegeu Ondara |

El riu Ondara o d'Ondara és un riu de la conca de l'Ebre que passa per les comarques de la Segarra, l'Urgell, el Pla d'Urgell, i el Segrià
D'acord amb les configuracions del terreny, l'aigua de la conca de l'Ondara s'ajunta al final del riu Corb, un després s'ajunta amb el Segre; però la construcció del Canal d'Urgell (1860), en va afectar el curs. Avui dia el riu es perd enmig dels regadius d'aquest canal.
Localment, és conegut com un riu contaminat i desagradable. El 2011 la Unió Europea va multar el municipi de Tàrrega per abocar aigua residual mal tractada al riu, incomplint la normativa europea.

## Recorregut
Al curs superior es diu barranc de Civit, que neix a prop de la confluència de la rasa del Comtet amb la rasa de Santa Fe, al límit del terme de Talavera (Segarra), a 836 m d'altitud. En confluir amb la rasa del Sebastià al nord-est de Civit pren el nom de riu d'Ondara. Després passa per Montfar, Pallerols, Sant Antolí i Vilanova, els Hostalets, Sant Pere dels Arquells, Vergós, Cervera, Fonolleres, i la Mora. Entra a l'Urgell, després d'haver recorregut uns set quilòmetres per les terres del Talladell. A Tàrrega el riu s'eixampla i s'obre, i després s'endinsa pels termes de Vilagrassa i Anglesola, on es perd entre els regadius del canal d'Urgell.
Al tram corresponent a l'Urgell, la conca s'estén des de la serra d'Almenara, que la separa del riu Sió, fins als altiplans dels termes de Montornès i Verdú. El clot del Morer o reguer de Santa Maria, el barranc de sant Gil a Claravalls i el reguer d'Altet s'unien amb el riu d'Ondara per la dreta, però actualment els dos primers es perden al canal d'Urgell sense arribar al seu destí originari. Per l'esquerra, l'afluent més important és el riu Cercavins, que baixa de la Segarra per la vall de Montornès, el Mas de Bondia i Verdú i, després d'haver recollit l'aigua del torrent de Vilagrasseta, es junyeix amb l'Ondara entre Tàrrega i Vilagrassa. El riu d'Ondara recorre uns nou quilòmetres per l'Urgell.
Originàriament, el riu passava pel terme del Bullidor, prop de Barbens, seguia pels llogarets de Montalé, Vallverd, i arriba a la Cendrosa on segueix el curs de l'actual Barranc de la Bovera. Al terme dels Arcs s'ajuntava amb el Corb, i tots dos rius arribaven a Vilanova de la Barca i desguassaven al Segre a lloc anomenat los Tres Rius o los Quatre Rius, just abans de l'aiguabarreig de la Noguera Ribagorçana.
Durant el trajecte el riu observa tres aspectes. El primer és el de la zona de Montfred fins a Tàrrega, o de la Segarra, on passa per un paisatge de secà, amb turons i altures. El riu hi rep tots els seus majors afluents, com la Rasa del Sebastià, el Torrent del Prat, la Rasa del Martí, la Riera de Monells, i com a més importants, el Torrent Salat, que ve per Rubinat i la Sisquella desguassant a Sant Pere el Gros, i el Cercavins, des de Cabestany, la Guardia-Lada, Montoliu de Segarra, Montornès de Segarra, agafant les aigües del Torrent de Vilagrasseta, que ve de la Guàrdia-Lada, Vilagrasseta, Gramuntell, i Granyena de Segarra, passa pel Mas de Bondia, i finalment a Verdú on després d'un llarg trajecte desguassa a l'Ondara entre Tàrrega i Vilagrassa. Dins aquest tram l'Ondara presenta un aspecte net amb molta vegetació de ribera.
Després d'Anglesola i Vilagrassa, l'Ondara entra a la Plana d'Urgell, on desapareix prop del Bullidor, on s'endinsa sota terra i filtra entre les séquies del canal d'Urgell. L'aspecte del riu durant aquest trajecte és sec amb poc més que un canyissar de ribera. Finalment, arriba prop de la Cendrosa, on torna a agafar forma i segueix en direcció Segre.
En l'últim tram del riu, el terreny segueix sent molt pla, de regadiu i sense cap afluent. En canvi, el riu pren forma amb vegetació de ribera, i amb el casament amb el Corb el riu s'eixampla i forma grans meandres. Ja a la vellesa, el riu arriba a Vilanova de la Barca on desguassa amb el Segre just abans que ho fes la Noguera Ribagorçana.

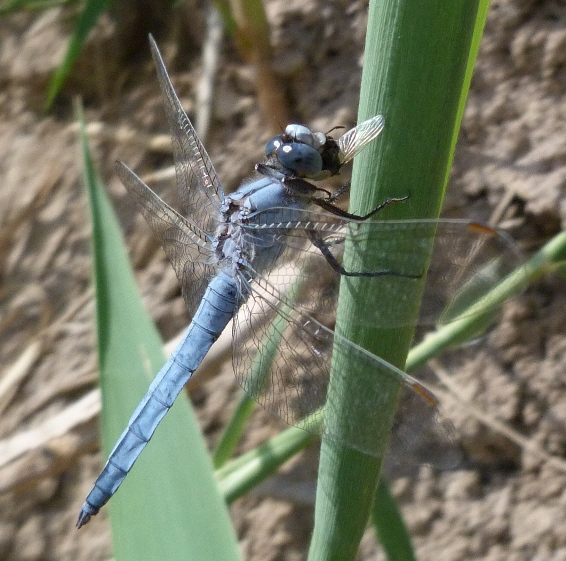
Orthetrum brunneum al riu Ondara al seu pas per Tàrrega

 Té un cabal escàs que s'aprofita per a regar els horts, proveir d'aigua algunes granges i cobrir les necessitats domèstiques del Talladell.
El riu d'Ondara recorre una zona intermèdia entre els contraforts suaus de l'altiplà de la Segarra, a 400 m, i les planes al·luvials de l'Urgell, a tres-cents metres. Té una llargada total d'uns 16 km de nord a sud, i passa d'unes terres de relleu trencat i barrancós, a llevant, a un terreny ondulat suaument que es van desdibuixant fins a convertir-se en planes, a Ponent.

## Fauna
Tot i la contaminació de l'aigua d'aquest riu, s'hi pot trobar alguna espècie d'odonat que hi habita, com la Calopteryx haemorrhoidalis o l'Orthetrum brunneum. També s'hi poden observar ofidis com la colobra d'aigua (Natrix maura).